# Districte de Jaipur
El districte de Jaipur és una divisió administrativa del Rajasthan, a l'Índia. La capital és Jaipur (ciutat), la ciutat més gran i capital de l'estat. La superfície és d'11.118 km² i la població de 5.252.388 habitants (471 persones per km²).
És un territori pla on la major altura és inferior a 200 metres i a la major part no arriba ni a 100. Els rius principals són el Ban Ganga i el Sabi. La presa de Ramgarh al riu Ban Ganga, abasteix la ciutat de Jaipuir; l'únic llac a destacar és el Sambhar, d'aigua salada i única font de salt de bona qualitat a tota l'Índia. Al districte hi ha coure, ferro, marbre, silici, vidre i algun altra mineral.
Està dividit en 13 tehsils que a efectes fiscals forma cadascun una subdivisió:
- Jaipur
- Amber
- Bassi
- Chaksu
- Chomu
- Mojmabad
- Jamwa Ramgarh
- Phagi
- Phulera
- Kotputli
- Sanganer
- Shahpura
- Viratnagar.

Hi ha també 13 blocs de desenvolupament (blocks o Panchayat Samitis): Amber, Bassi, Chaksu, Govindgarh, Dudu, Jamwa Ramgarh, Phagi, Sambhar, Jhotwara, Kotputli, Shahpura, Sanganer i Viratnagar.
Al districte hi ha una corporació municipal o Nagar Nigam, que és Jaipur (ciutat), i deu altres municipalitats de menys de 200.000 habitants (Nagar Palika); el nombre de nuclis rurals o pobles (Gram Panchayat) és de 488.